# Eurypylus rousei
Eurypylus rousei är en kräftdjursart som först beskrevs av John Darby 1965.  Eurypylus rousei ingår i släktet Eurypylus och familjen Sarsiellidae. Inga underarter finns listade i Catalogue of Life.